# كريستوفر أشلي فورد
كريستوفر أشلي فورد (بالإنجليزية: Christopher Ashley Ford)‏ هو محامي أمريكي، ولد في 1967 في الولايات المتحدة.